# Marcinelle
Marcinelle (in vallone Mårcinele) è una località belga facente parte del comune di Charleroi.

## Geografia fisica
La località è situata nella periferia meridionale di Charleroi, città con la quale è conurbata.

## Storia
È nota per il disastro di Marcinelle, che fu una catastrofe avvenuta la mattina dell'8 agosto del 1956 in una miniera di carbone, dove morirono 262 persone tra cui 136 lavoratori italiani.
È tornata alla ribalta delle cronache, alla fine degli anni '90, quando vi fu scoperto Marc Dutroux, responsabile di violenze, rapimenti e omicidi di numerosi bambini.